# Mieczysław Jagłowski
Mieczysław Jagłowski – polski filozof, dr hab. nauk humanistycznych, profesor nadzwyczajny Instytutu Filozofii i prodziekan Wydziału Humanistycznego Uniwersytetu Warmińsko-Mazurskiego w Olsztynie.

## Życiorys
W 1984 ukończył studia filozoficzne na Uniwersytecie Marii Curie-Skłodowskiej w Lublinie, 22 czerwca 1994 obronił pracę doktorską Filozofia racjowitalizmu Juliana Mariasa. Poznanie - życie - człowiek, 10 października 2001 habilitował się na podstawie pracy zatytułowanej Realizm transcendentalny Xaviera Zubiriego. 14 sierpnia 2014 nadano mu tytuł profesora w zakresie nauk humanistycznych.
Piastuje funkcję profesora nadzwyczajnego w Instytucie Filozofii oraz prodziekana na Wydziale Humanistycznym Uniwersytetu Warmińsko-Mazurskiego w Olsztynie.